# Fecha de caducidad

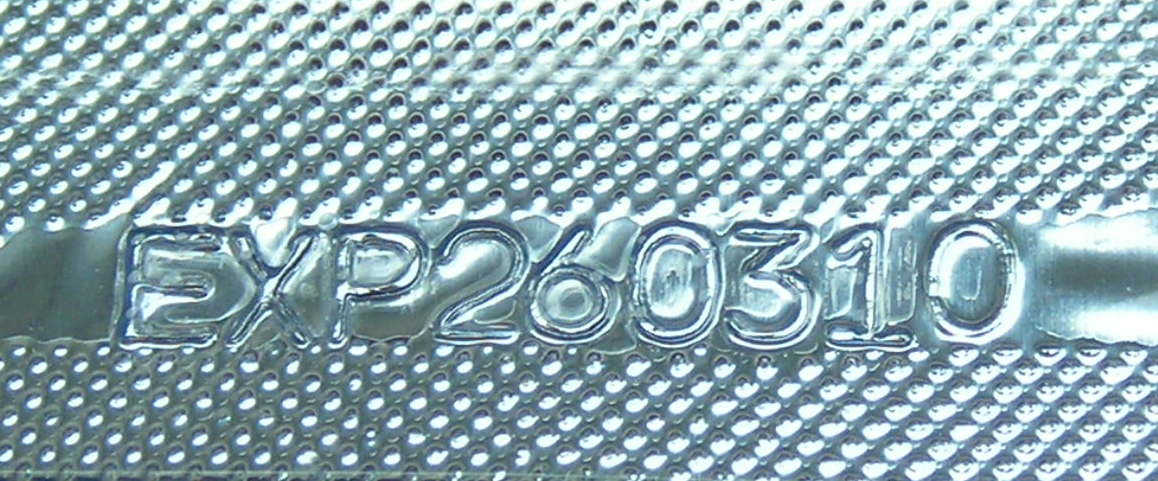
Fecha de caducidad indicada en el blíster de un fármaco

La fecha de vencimiento, fecha de caducidad, o simplemente caducidad, de un alimento, un medicamento, un producto químico o un cosmético es el día límite para un consumo óptimo desde el punto de vista sanitario. Es la fecha a partir de la cual, según el fabricante, el producto ya no es seguro para la salud del consumidor.
No debe confundirse con la fecha de consumo preferente.

## Consideraciones legales en España
Si se adquiere un alimento «pasado de fecha», según la legislación española, se tiene derecho a que el vendedor se lo restituya por uno cuya fecha de caducidad o de consumo preferente no haya pasado.

## Fecha de caducidad

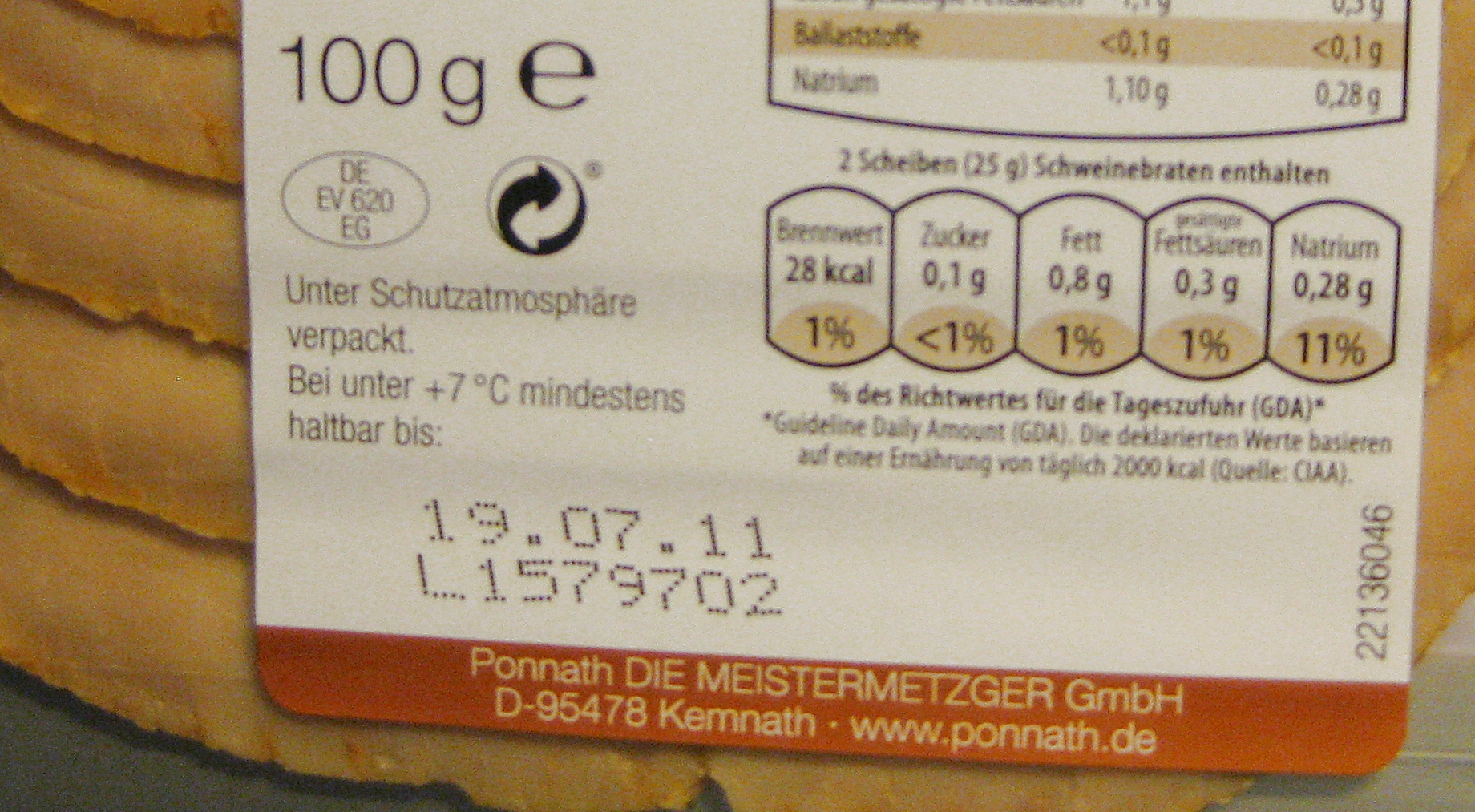
Fecha de caducidad indicada en el embalaje de un alimento

También se la denomina fecha de vencimiento o fecha límite de utilización o fecha límite de consumo recomendada. Es la vida útil de un alimento, especialmente de los perecederos como los alimentos crudos (carne y pescado frescos) huevos, productos lácteos, ensaladas, etc, en los que es muy recomendable ajustarse a la fecha y consumirlos lo antes posible, para evitar intoxicaciones.
Los medicamentos también incluyen una fecha de caducidad para indicar su vida útil.

## Fecha de consumo preferente

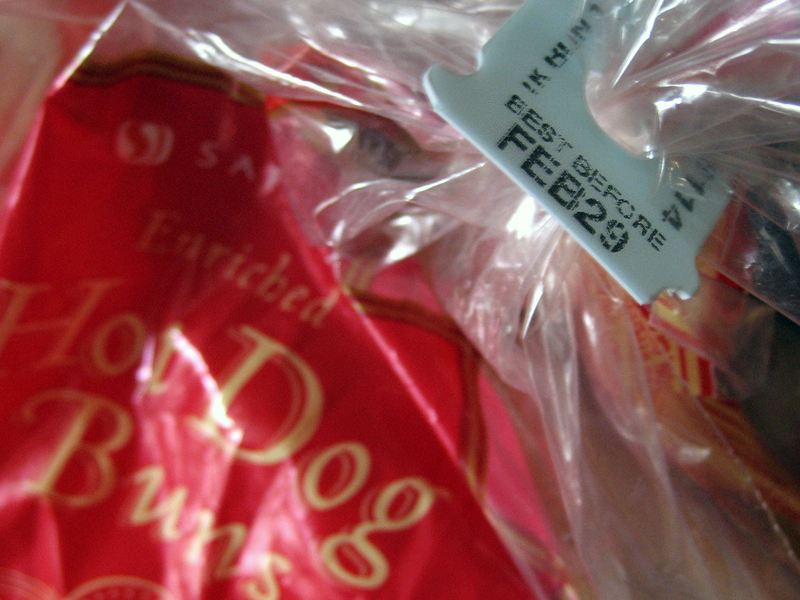
Fecha de consumo preferente en el envoltorio de un alimento

En los alimentos y bebidas, además, se puede diferenciar la fecha de consumo preferente o fecha de duración mínima, que es el tiempo durante el que esos productos conservan correctamente sus cualidades sensoriales. Es la fecha indicada por el fabricante sobre el tiempo que el alimento mantiene intactas sus propiedades organolépticas (olor, sabor, textura, etc) sin que su ingesta posterior suponga un riesgo para la salud. Se utiliza en los productos alimenticios que pueden conservarse más tiempo (como los cereales, el arroz o las especias). No es peligroso comer estos productos después de esa fecha, pero pueden haber empezado a perder su aroma y su textura. En realidad, como señala el economista del decrecimiento Serge Latouche, se trata de una estrategia de obsolescencia programada para aumentar el consumo inútilmente.

### No precisan llevar esta etiqueta
Según la normativa española hay una serie de alimentos en los que por ley no es obligatorio ponerles en su etiqueta una fecha de duración mínima:
- frutas, hortalizas y patatas frescas (salvo las semillas o los brotes de leguminosas, que sí deben llevar fecha en su envase);
- todo tipo de vinos y vinagres;
- bebidas alcohólicas con una graduación superior al 10%;
- productos de panadería y pastelería a consumir en el día de su fabricación;
- sal de cocina;
- los azúcares en estado sólido;
- productos de confitería elaborados principalmente con azúcar o gomas de mascar (chicles).

## Otras fechas
Hay una serie de fechas a diferenciar de las anteriores, y que pueden estar o no reguladas legalmente:
- Fecha de adquisición: momento en el que se compra el producto.
- Fecha de consumo: momento en el que se utiliza un comestible.
- Fecha de utilización o de uso: momento en el que se aprovecha un producto químico o un cosmético.

Además, en los medicamentos hay otras fechas significativas:
- Fecha de prescripción: momento en el que el médico ordena un remedio, generalmente escrito en una receta médica.
- Fecha de dispensación: momento en el que el farmacéutico despacha un medicamento.